# Eelde
Eelde (localement appelé Eel en drents) est un village néerlandais de la commune de Tynaarlo, en province de Drenthe. Au 1er janvier 2020, sa population s'élève à 7 040 habitants.

## Géographie
Eelde est situé près de l'autoroute A28, à environ 7 km au sud de Groningue. 
L'aéroport de Groningue est situé à Eelde (code AITA : GRQ).

## Histoire
À partir de 1811, Eelde est une commune à part entière, mais en 1998 Eelde fusionne avec Vries et Zuidlaren, pour former une nouvelle commune appelée Tynaarlo.
Au cours du XXe siècle, Eelde et Paterswolde se sont réunis pour former une seule agglomération, connue sous le nom d'Eelde-Paterswolde.